# Рудольф (ректор Беневенто)
Рудольф, ректор (управитель) папи Римського Лева IX у князівстві Беневентському (1053—1054).
Рудольф був швабським капітаном, який керував папськими військами у битві біля Чівітате. Був призначений папою керувати князівством, проте через деякий час жителі Беневенто повернули князів Пандульфа III і Ландульфа VI до влади (між червнем 1053 і березнем 1054).